# 孟知祥
孟 知祥（もう ちしょう）は、十国後蜀の初代皇帝。

## 生涯
邢州竜岡県に孟道の子として生まれる。伯父は唐末の昭義軍節度使の孟方立。叔父は唐末の昭義軍節度使の孟遷。父や叔父と共に後唐の荘宗李存勗の下で武将として転戦した。後唐が前蜀を滅ぼすと、荘宗李存勗より西川節度使に封じられ、成都の地で勢力を蓄えた。
その強勢を警戒した後唐の明宗李嗣源は孟知祥に対する抑制を強めてゆく。これに反発した孟知祥は長興元年（930年）に後唐に対して挙兵するに及び、長興3年（932年）には蜀の地より後唐勢力を駆逐、長興4年（933年）には懐柔策に転向した明宗李嗣源より蜀王に封じられた。
応順元年（934年）1月には後唐の継承争いに乗じて自立、国号を大蜀として自らも皇帝を称し、明徳と改元している。しかし即位後わずか7カ月で崩御した。享年61。

## 出自
加藤徹は孟知祥が後周の郭威と柴栄とおなじ邢州出身ということで、漢化した突厥沙陀部出身と推測している。

## 宗室

### 妹
- 孟氏（李克寧の妻）

### 后妃
- 皇后李氏（後唐の福慶公主、荘宗李存勗の姉）
- 貴妃李氏（元は後唐の荘宗の側女）

### 男子
- 孟貽範
- 孟貽邕
- 孟貽矩
- 燕王 孟貽鄴
- 後主 孟仁賛
- 夔王 孟仁毅
- 雅王 孟仁贄
- 彭王 孟仁裕
- 嘉王 孟仁操

### 女子
- 崇華公主 孟久柱（伊延瓌にとついだ）
- 玉清公主 孟延意
- 金仙公主（張虔釗の子の張匡弼にとついだ）
- 蘭英公主（孫漢韶の子の孫晏琮にとついだ）